# A859 (Groot-Brittannië)
De A859 is een weg in het Verenigd Koninkrijk die de belangrijke noord-zuidroute vormt op de dunbevolkte Buiten-Hebriden. De weg loopt van Stornoway naar Leverburgh. Vanuit Stornoway lopen de A857 en de A858 in noordelijke richting. De weg heeft een lengte van 93,2 kilometer.

## Plaatsen
De volgende plaatsen liggen aan de A859:
- Stornoway
- Leurbost
- Laxay
- Balallan
- Tarbert
- Meavag
- Seilebost
- Buirgh
- Leverburgh

## Afbeeldingen

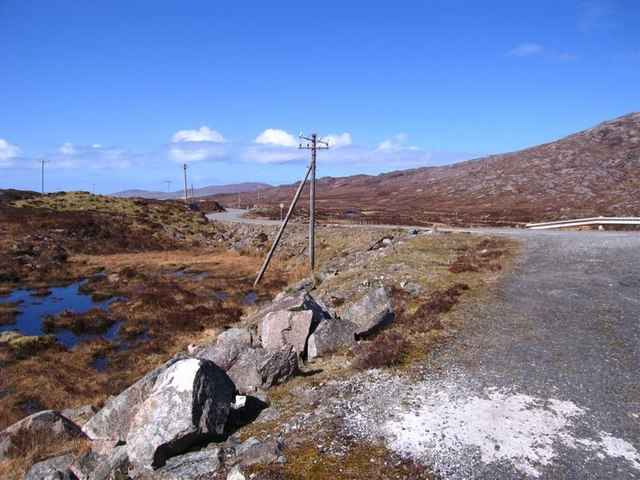
De A859 bij Laxdale
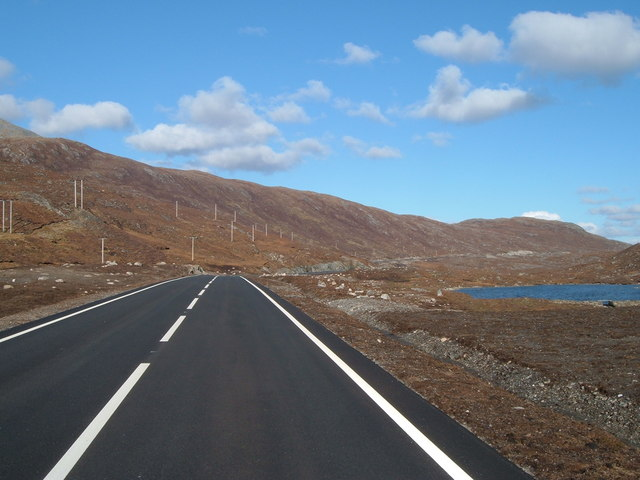
De A859 bij de heuvels van An Cliseam
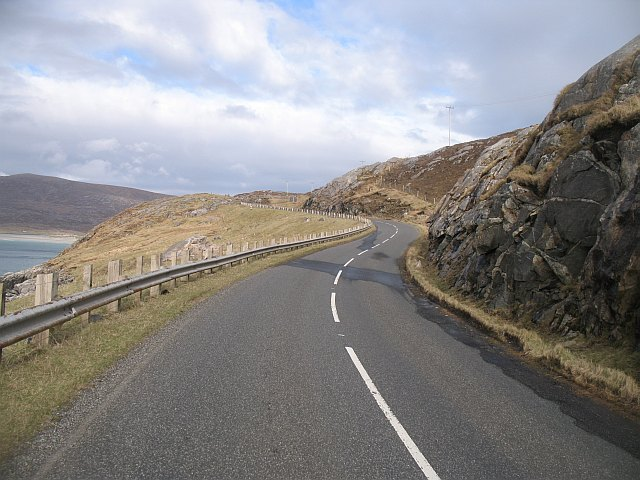
De A859 in de richting van Tarbert
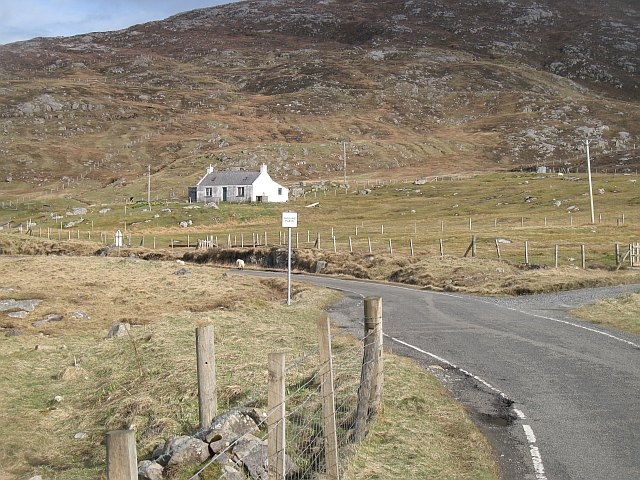
De A859 nabij Seilebost
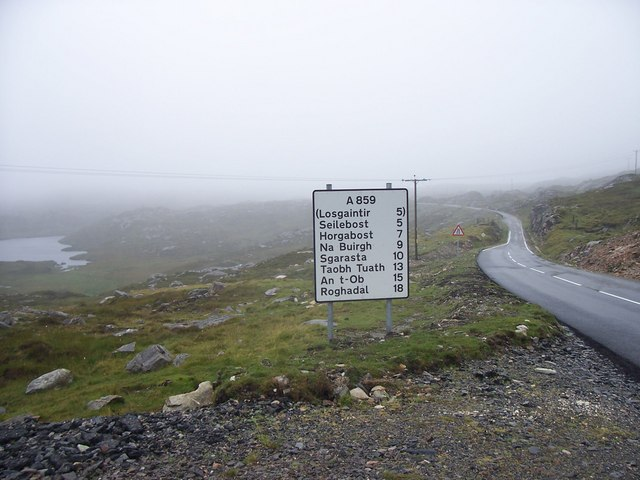
Wegwijzer met afstandentabel